# 觉丁瑞
觉丁瑞（英語：Kyaw Tint Swe，1945年3月19日—）为缅甸外交官，现为缅甸国家人权委员会副主席。从2001年到2010年，他担任缅甸驻联合国大使。1968年，他加入了缅甸外交部。他具有仰光大学的学士学位。